# Porculus dufoui
Porculus dufoui es una especie de coleóptero de la familia Ciidae.

## Distribución geográfica
Habita en Guadalupe (Francia) y Dominica.